# Sadako 3D 2
Série
Sadako 3D
(2012) Sadako vs. Kayako
(2016)
Pour plus de détails, voir Fiche technique et Distribution.
Sadako 3D 2 (貞子3D2) est un film japonais réalisé par Tsutomu Hanabusa, sorti en 2013.

## Synopsis
Fuko Ando, un étudiant en psychologie, doit s'occuper de sa nièce de quatre ans. Des événements étranges se produisent autour de cette dernière et Ando découvre qu'ils seraient en lien avec une vidéo maudite.

## Fiche technique
- Titre : Sadako 3D 2
- Titre original : 貞子3D2
- Réalisation : Tsutomu Hanabusa
- Scénario : Daisuke Hosaka et Noriaki Sugihara d'après les romans de Kōji Suzuki
- Musique : Kenji Kawai
- Production : Reiko Imayasu
- Société de production : Kadokawa Pictures et Tohokushinsha Film Corporation
- Pays :  Japon
- Genre : Horreur, fantastique
- Durée : 96 minutes[1]
- Dates de sortie : 
  - Japon : 30 août 2013[1]

## Distribution
- Miori Takimoto : Fūko Andō
- Kōji Seto : Takanori Ando
- Kokoro Hirasawa : Nagi
- Satomi Ishihara : Akane Ayukawa (guest star)
- Tetsurō Takeda
- Yūsuke Yamamoto

## Box-office
Le film a rapporté 7 millions de dollars au box-office japonais.